# Clubiona cambridgei
Clubiona cambridgei es una especie de araña araneomorfa del género Clubiona, familia Clubionidae. Fue descrita científicamente por L. Koch en 1873.
Habita en Nueva Zelanda.